# Phenacogrammus
Phenacogrammus es un  género de peces de la familia Alestidae y de la orden de los Characiformes.

## Especies
Actualmente hay 12 especies reconocidas en este género:
- Phenacogrammus altus (Boulenger, 1899)
- Phenacogrammus ansorgii (Boulenger, 1910)
- Phenacogrammus aurantiacus (Pellegrin, 1930)
- Phenacogrammus bleheri (Géry, 1995)
- Phenacogrammus deheyni (Poll, 1945)
- Phenacogrammus gabonensis (Poll, 1967)
- Phenacogrammus interruptus (Boulenger, 1899)
- Phenacogrammus major (Boulenger, 1903)
- Phenacogrammus polli (Lambert, 1961)
- Phenacogrammus stigmatura (Fowler, 1936)
- Phenacogrammus taeniatus (Géry, 1996)
- Phenacogrammus urotaenia (Boulenger, 1909)